# Myristica fusiformis
Myristica fusiformis är en tvåhjärtbladig växtart. Myristica fusiformis ingår i släktet Myristica och familjen Myristicaceae.

## Underarter
Arten delas in i följande underarter:
- M. f. fusiformis
- M. f. pseudostipitata